# The Elder Scrolls V: Skyrim — Dawnguard
The Elder Scrolls V: Dawnguard (англ. Древние Свитки 5: Стража Рассвета) — это первое дополнение к игре The Elder Scrolls V: Skyrim. Оно было разработано Bethesda Game Studios и издано Bethesda Softworks. Дополнение на Xbox 360 вышло 26 июня 2012 года на английском языке, и во Франции, Германии, Италии и Испании в середине июля. Для Microsoft Windows дополнение вышло 2 августа 2012 года в Steam, и из-за проблем с производительностью релиз на PS3 был отложен на 26 февраля 2013 года.
Дополнение посвящено пророчеству из Древнего свитка, с помощью него повелитель вампиров Лорд Харкон пытается навсегда затмить солнце, в свою очередь ему противостоит Стража Рассвета (англ. Dawnguard), орден охотников на вампиров.

## Общая информация
1 мая 2012 на официальном блоге компании Bethesda появилось изображение героя с красными глазами. Было также указано и название дополнения — Dawnguard (в переводе — Стража Рассвета). 31 мая появился первый трейлер грядущего дополнения. Релиз дополнения на Xbox360 состоялся 26 июня. По истечении 30 дней Dawnguard вышел на PC.

## Сюжет
В центре сюжета окажется противостояние фракций клана вампиров из замка Волкихар и охотников на вампиров из ордена Стражи Рассвета. Очень быстро перед игроком возникает необходимость выбора между ними. В качестве потенциального компаньона в игре действует дочь предводителя вампиров Харкона Серана. Она остаётся с протагонистом независимо от того, выбрал он сторону Стражи Рассвета или сторону волкихарских вампиров. По ходу игры персонаж посещает новые локации:
- замок Волкихар, из подвалов которого открывается проход в один из планов Обливиона — Каирн Душ.
- Забытую Долину, где проживает один из неизменённых снежных эльфов, который знакомит игрока с их древней религией.
- Каирн Душ — один из планов Обливиона неизвестного даэдра, место обитания загадочных Идеальных Повелителей и одна из квестовых локаций.

Помимо этого в игре появилась возможность исследования новых двемерских руин, что приводит к началу заданий по поиску древнего материала, именуемого этерий.
Одним из ключевых нововведений станут новые драконьи крики. Первый, «Высасывание жизненной энергии», позволит вытягивать жизнь и магическую энергию из врагов, второй, «Вызов Дюрневира», вызывает дракона, а третий, «Разрыв души», превращает противника в бездушного и послушного зомби. В ролевой части игры появится несколько новых древ умений. Они позволяют улучшить возможности пользователей, которые играют за оборотней или вампиров. Также в игре появятся новые виды оружия и брони.

## Вампиризм
Во время выполнения первого задания игрок может выбрать сторону вампиров и пройти специальный обряд инициации, что позволит стать вампиром и в будущем использовать новые умения. Вампиризм открывает возможность обращения в гибрид человека и летучей мыши (вампира-лорда) для исследования локаций и поиска жертв. Постепенно умения можно будет развивать, например: вызов горгулий, превращение в стаю летучих мышей и невидимость. Вампиры обладают своей уникальной веткой развития, а рост способностей зависит от убийств живых существ.

## Локализация и издания
Dawnguard пока издается только в цифровой версии (для Xbox в магазине Xbox Live, для PC — в Steam). Компания 1C-СофтКлаб выпустила официальный перевод DLC 23 ноября 2012 года.

## Отзывы
| Сводный рейтинг | Сводный рейтинг |
| Агрегатор       | Оценка          |
| --------------- | --------------- |
| GameRankings    | 76,16 %         |